# Liste der Abgeordneten zum Tiroler Landtag (IX. Gesetzgebungsperiode)
Diese Liste der Abgeordneten zum Tiroler Landtag (IX. Gesetzgebungsperiode) listet alle Abgeordneten zum Tiroler Landtag in der IX. Gesetzgebungsperiode vom 23. Oktober 1979 bis zum 10. Juli 1984 auf. Nach der Landtagswahl 1979 stellte die Österreichische Volkspartei (ÖVP) unverändert 24 der 36 Abgeordneten. Zweitstärkste Fraktion im Landtag blieb die Sozialistische Partei Österreichs (SPÖ), die zehn Abgeordnete stellte und gegenüber der abgelaufenen Periode ein Mandat verloren hatte. Zudem war die Freiheitliche Partei Österreichs (FPÖ) mit zwei Abgeordneten im Landtag vertreten, wobei sie ein Mandat gegenüber der Landtagswahl 1975 gewonnen hatte.
Nach der Angelobung der Abgeordneten am 23. Oktober 1979 wählten die Landtagsabgeordneten noch am selben Tag die Mitglieder der Landesregierung Wallnöfer V. Die Gesetzgebungsperiode endete mit der Angelobung der Abgeordneten der X. Legislaturperiode am 10. Juli 1984.

## Funktionen

### Landtagspräsidenten
In der konstituierenden Sitzung wurde Josef Thoman (ÖVP) zum neuen Landtagspräsidenten gewählt, nachdem der langjährige Landtagspräsident Alois Lugger (ÖVP) mit Ablauf der vorangegangenen Periode aus dem Amt ausgeschieden war. Thoman wurde mit 34 von 36 Stimmen gewählt, wobei zwei Stimmzettel leer geblieben waren. Auch der bisherige 1. Vizepräsident Adolf Troppmair (ÖVP) war mit Ablauf der Periode aus dem Amt geschieden, ihm folgte Erich Berktold (ÖVP) als neuer 1. Vizepräsident nach, wobei er mit 32 von 36 Stimmen bei vier leeren Stimmzetteln gewählt wurde. Im Gegensatz zu seinen ÖVP-Kollegen blieb Adolf Lettenbichler (SPÖ) als 2. Vizepräsident im Amt und wurde mit 29 von 36 Stimmen wiedergewählt, wobei sieben Stimmzettel leer verblieben.

### Klubobleute
Die Abgeordneten der ÖVP bildeten in der konstituierenden Sitzung den „ÖVP-Landtagsklub“, wobei Landeshauptmann Eduard Wallnöfer erneut die Funktion des Klubobmanns übernahm und Josef Thomann bzw. Franz Kranebitter zu seinen neuen Stellvertretern gewählt wurden. Die SPÖ-Abgeordneten bildeten den „Klub sozialistischer Abgeordneter zum Tiroler Landtag“ und wählten Hans Tanzer zu ihrem neuen Klubobmann sowie Adolf Lettenbichler zu seinem Stellvertreter. Siegfried Dillersberger bildete zunächst alleine den „Freiheitlichen Landtagsklub“, wobei er als einziger Abgeordneter dieses Klubs die Funktion des Klubobmanns übernahm. Nachdem infolge der Nachwahl ein Mandat von der ÖVP zur FPÖ gewandert war, übernahm ab Oktober 1980 Hermann Eigentler die Rolle des Klubobmanns während Dillersberger nun als sein Stellvertreter fungierte.

### Landtagsabgeordnete
| Name                    | Partei | Wahlkreis       | Anmerkung |
| ----------------------- | ------ | --------------- | --- |
| Abendstein Ekkehard     | ÖVP    | Mitte           | |
| Astl Friedrich          | ÖVP    | Nord            | ab 1. September 1982 für Hans Brettauer |
| Astner Johann           | ÖVP    | Nord            | bis 31. Juli 1980 |
| Bachmann Dietmar        | ÖVP    | Restmandat      | |
| Barbist Martin          | ÖVP    | West            | |
| Basseti Luis            | ÖVP    | Innsbruck-Stadt | Mandatsverzicht in der 1. Landtagssitzung nach der Wahl in die Landesregierung (auf Dauer der Zugehörigkeit zur Landesregierung)                                                        |
| Berktold Erich          | ÖVP    | West            | |
| Brettauer Hans          | ÖVP    | Nord            | in der 1. Landtagssitzung für Christian Huber nachgerückt, am 31. August 1982 ausgeschieden                                                                                             |
| Bußjäger Günter         | SPÖ    | West            | in der 1. Landtagssitzung für Herbert Salcher nachgerückt, am 22. Oktober 1980 von einem Restmandat auf ein Mandat im Wahlkreis West gewechselt                                         |
| Dillersberger Siegfried | FPÖ    | Nord            | |
| Eigentler Hermann       | FPÖ    | Restmandat      | ab 22. Oktober 1980 |
| Fili Ernst              | SPÖ    | Mitte           | Mandatsverzicht in der 1. Landtagssitzung nach der Wahl in die Landesregierung (auf Dauer der Zugehörigkeit zur Landesregierung)                                                        |
| Greiderer Fritz         | SPÖ    | Innsbruck-Stadt | Mandatsverzicht in der 1. Landtagssitzung nach der Wahl in die Landesregierung (auf Dauer der Zugehörigkeit zur Landesregierung)                                                        |
| Geiger Engelbert        | ÖVP    | West            | am 6. Oktober 1980 verstorben |
| Giner Maria             | ÖVP    | Mitte           | am 30. Jänner 2018 verstorben |
| Gomig Leo               | ÖVP    | Ost             | |
| Hackl Karl              | SPÖ    | Innsbruck-Stadt | bis 30. September 1981 |
| Handle Albert           | ÖVP    | Mitte           | in der 1. Landtagssitzung für Alois Partl nachgerückt |
| Huber Christian         | ÖVP    | Nord            | Mandatsverzicht in der 1. Landtagssitzung nach der Wahl in die Landesregierung (auf Dauer der Zugehörigkeit zur Landesregierung)                                                        |
| Idl Andrä               | SPÖ    | Restmandat      | bis 22. Oktober 1980 |
| Jäger Johann            | ÖVP    | Mitte           | |
| Kantner Walter          | SPÖ    | Nord            | |
| Kaufmann Alfons         | SPÖ    | Mitte           | in der 1. Landtagssitzung für einen in die Regierung gewählten Abgeordneten nachgerückt                                                                                                 |
| Köchl Anton             | ÖVP    | Innsbruck-Stadt | in der 1. Landtagssitzung für einen in die Regierung gewählten Abgeordneten nachgerückt                                                                                                 |
| Kranebitter Franz       | ÖVP    | Mitte           | |
| Lackner Josef           | ÖVP    | Ost             | in der 1. Landtagssitzung für einen in die Regierung gewählten Abgeordneten nachgerückt, am 22. Oktober 1980 ausgeschieden (verlor sein Mandat auf Grund der Nachwahl im Wahlkreis Ost) |
| Landmann Paul           | ÖVP    | Nord            | |
| Leitl Kurt              | ÖVP    | West            | ab 25. März 1981 für Engelbert Geiger |
| Lenzi Walter            | SPÖ    | Innsbruck-Stadt | ab 1. Oktober 1981 für Karl Hackl |
| Lettenbichler Adolf     | SPÖ    | Innsbruck-Stadt | ab 22. Oktober 1980 |
| Lindner Hans            | ÖVP    | Nord            | |
| Mader Helmuth           | ÖVP    | Innsbruck-Stadt | |
| Malaun Hermann          | ÖVP    | West            | bis 28. März 1984 |
| Margreiter Josef        | ÖVP    | Nord            | ab 1. September 1980 |
| Mattersberger Josef     | ÖVP    | Ost             | |
| Obermair Siegfried      | SPÖ    | Mitte           | |
| Obitzhofer Andreas      | SPÖ    | Nord            | ab 22. Oktober 1980 |
| Partl Alois             | ÖVP    | Mitte           | Mandatsverzicht in der 1. Landtagssitzung nach der Wahl in die Landesregierung (auf Dauer der Zugehörigkeit zur Landesregierung)                                                        |
| Plattner Leo            | SPÖ    | Innsbruck-Stadt | in der 1. Landtagssitzung für Fritz Greiderer nachgerückt |
| Prior Fritz             | ÖVP    | Innsbruck-Stadt | Mandatsverzicht in der 1. Landtagssitzung nach der Wahl in die Landesregierung (auf Dauer der Zugehörigkeit zur Landesregierung)                                                        |
| Reissigl Carl           | ÖVP    | Innsbruck-Stadt | in der 1. Landtagssitzung für einen in die Regierung gewählten Abgeordneten nachgerückt                                                                                                 |
| Ritzer Max              | ÖVP    | Nord            | |
| Salcher Herbert         | SPÖ    | Restmandt       | Mandatsverzicht in der 1. Landtagssitzung nach der Wahl in die Landesregierung (auf Dauer der gesamten Gesetzgebungsperiode)                                                            |
| Schneider Johannes      | SPÖ    | Restmandat      | ab 22. Oktober 1980 vom Wahlkreis Nord auf ein Restmandat gewechselt |
| Schweiger Johann        | ÖVP    | Mitte           | |
| Sock Hans               | ÖVP    | Mitte           | |
| Tanzer Hans             | SPÖ    | Mitte           | |
| Thoman Josef            | ÖVP    | Innsbruck-Stadt | |
| Vindl Wolfram           | ÖVP    | West            | ab 28. März 1984 für Hermann Malaun |
| Wallnöfer Eduard        | ÖVP    | West            | |
| Zanon Fridolin          | ÖVP    | Ost             | Mandatsverzicht in der 1. Landtagssitzung nach der Wahl in die Landesregierung (auf Dauer der Zugehörigkeit zur Landesregierung)                                                        |